# لقطة (سكاكا)
لقطة أحد المواقع الأثرية التابعة لمدينة سكاكا في منطقة الجوف شمال المملكة العربية السعودية.

## الوصف
يقع الموقع إلى الجنوب من مدينة سكاكا وإلى الشرق مباشرة من قرية الطوير التي أصبحت الحد الجنوبي لمدينة سكاكا. يمتد الموقع بطول يزيد على 500 متر٬ وعرض 200 متر٬ ويخترق طريق الأسفلت الذي يربط سكاكا بالمطار الموقع٬ ويقسمه إلى قسمين: غربي
وشرقي فيما يقع الجزء الرئيس منه إلى الشرق من الطريق.
يتكون الموقع من مجموعة من التلال الأثرية التي غطتها الكثبان الرملية، لكونه يقع على حافة نفود صغير يعد امتدادً لصحراء النفوذ الكبير٬ وتظهر على سطح الموقع بقايا جدران طينية تظهر في مواضع٬ وتختفي في المناطق التي تغطيها الكثبان الرملية٬ وقد ذكر بعض كبار السن من سكان المناطق المحيطة أن الموقع كان يسمى لقطة٬ وكانت توجد به آبار مياه٬ وتتخلله بقايا بساتين قديمة اندثرت ودفنت تحت زحف الرمال الذي غطى الموقع منذ زمن سحيق.

## الدراسات الحديثة
حظي موقع لقطة بعدد من الد ارسات الحديثة التي تناولته، كانت أولاًها تلك الدراسة التي قام بها فريق المسح الأثري الشامل الأول سنة 1396 هـ الموافق 1976م٬ والمسح الثاني الذي تم سنة 1397 هـ الموافق 1977م٬ حيث نشرت معلومات أولية عن الموقع وطبيعته٬ وبعض المواد الفخارية التي جمعت من سطح الموقع . وفي عام 1406 هـ الموافق 1986م قام الباحث خليل المعيقل بإجراء أعمال حفر محدودة في الجزء الشرقي من الموقع تمكن خلالها من تحديد مرحلتين سكنيتين تعودان إلى مرحلة حضارية واحدة٬ حيث دلت الد ارسة التي أُجريت على المواد الفخارية على أن الموقع يعود إلى مرحلة مهمة من حضارة الجزيرة العربية التي ازدهرت فيها الواحات ومدن القوافل٬ خصوصًا خلال الفترة الواقعة بين (القرن الثاني قبل الميلاد والقرن الأول الميلادي)، إن أبرز ما يميز هذا الموقع هو: كثافة المواد الفخارية المنتشرة على سطحه٬ وجودة الصناعة والحرف٬ إضافة إلى المعالجة الممتازة لسطح القطعة٬ والاهتمام بزخرفة الأواني التي تطغى عليها الزخارف المحزوزة بالأشكال الهندسية٬ والخطوط المستقيمة والمتعرجة٬ والزخارف المختومة. من خلال مقارنة فخار موقع لقطة مع فخار عدد من المواقع في وسط الجزيرة العربية مثل: موقع زبيدة بالقصيم٬ ومواقع شرق الجزيرة العربية مثل: مواقع ثاج٬ وعين جاوان٬ اتضح أن هذا الموقع يشترك مع تلك المواقع في سمات حضارية متجانسة تكشف عن وحدة حضارية كانت قائمة في هذه الفترة (القرن الثاني قبل الميلاد إلى القرن الأول الميلادي) في معظم مناطق الجزيرة العربية. أبرز ما يميزها: خصائصها المحلية التي تنفرد بها عن باقي الم اركز الحضارية الأخرى في منطقة الشرق القديم.